# Henric al II-lea al Angliei
Henric al II-lea (n. 5 martie 1133, Le Mans, Franța – d. 6 iulie 1189, Chinon, Centre-Val de Loire, Franța) a fost Duce al Normandiei și rege al Angliei (1154–1189).

## Înainte de domnie
Henric al II-lea Plantagenetul descindea dintr-o puternică și cumplită familie. S-a născut la 5 martie 1133 la Le Mans, fiu al împărătesei Matilda și al celui de-al doilea soț al ei, Geoffrey de Anjou. Prin mama sa, era strănepotul lui William Cuceritorul.
Henric avea un caracter aspru, o „forță vulcanică”, o cultură uimitoare și maniere seducătoare. Adolescent zdravăn, cu gâtul de taur, cu părul roșu tuns scurt, plăcuse grozav de mult reginei Franței, Eleonora de Aquitainia, când venise să presteze omagiul slabului Ludovic al VII-lea pentru provinciile Maine și Anjou. Eleonora obținu divorțul și, după două luni, luă de bărbat, la 27 de ani, pe băiatul acesta de 19 ani, căruia îi aducea ca zestre imensul ducat de Aquitania, adică Limousin, Gasconia, Perigordul, cu drepturi de suzeranitate peste Auvergne și comitatul de Toulouse. Henric, care avea de la mama sa, Matilda, ducatul de Normandia și de la tatăl său, Maine și Anjou, devenise mult mai puternic în Franța decât însuși regele Franței. Din 35 de ani de domnie, el nu a petrecut decât 13 ani în partea de nord a Canalului Mânecii. Între 1158 și 1163 nu a părăsit Franța deloc.

## Domnia

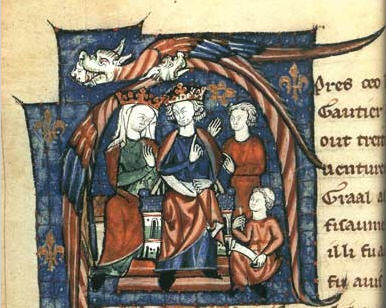
Pictare a secolului al XII-lea de la curtea deținută de Henry și Eleanor

A devenit rege al Angliei după o perioadă de lupte pentru tron (1135-1154), în timpul căreia autoritatea centrală a slăbit; a pus capăt acestei situații și a acționat pentru întărirea puterii monarhice.
Pe lângă faptul că era rege al Angliei, stăpânea și provinciile Anjou, Maine, Touraine, Aquitania și Poitou, astfel că autoritatea sa se întindea și asupra a mai mult de jumătate din teritoriul de atunci al regatului Franței.
Domnia lui Henric al II-lea este una dintre cele mai însemnate din istoria Angliei. El a înfăptuit două reforme de o deosebită importanță, cea militară și cea juridică, prin care puterea centrală s-a întărit.

## Reforme
Prima reformă menționată a constat în faptul că slujba militară datorată regelui, în principiu de toți oamenii liberi, dar în special de vasalii săi, putea fi înlocuită printr-o răscumpărare bănească, "banii de scut". Cu sumele obținute astfel, regele putea să recruteze ostași mercenari, care urmau să se afle permanent la dispoziția sa.
Reforma judiciară a extins competența justiției regale asupra celei senioriale. Astfel, oricare om liber putea să ceară, în schimbul unei taxe, ca procesul său să fie judecat de un tribunal regal. Reforma judiciară înfăptuită pe timpul domniei sale a constat și în definitivarea uniformizării legislației și a procedurii juridice în întreaga Anglie, lucru realizat prin elaborarea "dreptului comun" (Common Law).

## Relația cu Biserica
Reforma judiciară a dus și la reducerea puterii ecleziastice și papale în favoarea celei regale. Statutele de la Clarendon, document elaborat în anul 1164, demonstrează dorința lui Henric de a supune Biserica și clerul justiției regale.
Clerul nu mai avea voie să apeleze la instanța juridică de la Roma. Regele a ajuns, în felul acesta, la un conflict deosebit de puternic cu Biserica engleză, care era condusă de arhiepiscopul de Canterbury, Thomas Becket.
Acesta din urmă a fost asasinat în anul 1170. În cele din urmă, regele a fost nevoit să cedeze în fața Papalității.
În anul 1172, el a anulat Statutele de la Clarendon și s-a împăcat cu Biserica.